# ラジャ・ヒジャウ
ラージャ・ヒジャウ（Raja Hijau, ? - 1616年）は、パタニ王国の女王（在位：1584年 - 1616年）。
1584年、パタニ王国のスルタン、バハドゥル・シャーが弟のラージャ・ビマに殺害された時、スルタンにはラージャ・ヒジャウ（緑の王女）、ラージャ・ビル（青の王女）、ラージャ・ウング（紫の王女）という3人の王女が残された。そこで王族会議が開かれ、長女のラージャ・ヒジャウを擁立することになった。
パタニは昔から北方の強大国タイのアユタヤ王朝に服属を強いられてきたが、この頃のタイは1569年のビルマ軍によるアユタヤ陥落の衝撃から回復していなかった。内紛で王が親族に殺害されたとはいえ、パタニはアユタヤの支配から自由な状態が続いていた。さらにパタニの港にはポルトガルの商館があった他、中国、日本、東南アジア各地から商船が訪れ、賑わっていた。
1592年に日本のラージャ（王）がパタニに使者を送り、正式な貿易の許可を求めてきた。パタニ女王は日本の使者を歓迎し、すべての要望を認めたと伝えられる。パタニ側の所伝によると、女王は1599年と1606年に日本のラージャに使節を送り歓迎されたとも言う。日本の記録では1602年に徳川家康がパタニに書簡を送っており、日本とパタニの間には正式の国交が成立していた。徳川家康が再開した朱印船貿易で数多くの朱印船が太泥（パタニ港）を訪れている。当時中国の明王朝は中国商船の海外渡航は認めていたが、日本船の中国入港も中国船の日本渡航も禁止していたので、パタニが中国商船との出会い貿易の地に選ばれたからである。
1602年にはオランダ船もパタニ港に現れ、女王に贈り物を捧げて、貿易と商館の設置を認められた。当時のパタニは南シナ海の要港としてタイのアユタヤ港を凌ぐほど繁栄を誇っていた。ナレースワン大王（在位1590－1605年）のもとでようやく国力を回復ししつあったタイのアユタヤ王朝は再びパタニを服属させるために、1603年水軍を送って侵略して来たが、パタニにはポルトガル人やオランダ人から購入した大砲、鉄砲が沢山あり、上陸したアユタヤ軍に大損害を与えることができた。1611年にはイギリス東インド会社船グローブ号がパタニ港を訪れ、商館の設置を認められた。パタニは近代のシンガポールのような東南アジアにおける中継貿易港の役割を果たしていたといえる。
1616年パタニ女王ラージャ・ヒジャウは崩御し、妹のラージャ・ビルが後継となった。